# Villers-Bocage (Somme)
 Villers-Bocage  es una población y comuna francesa, en la región de Picardía, departamento de Somme, en el distrito de Amiens y cantón de Villers-Bocage.

## Demografía
| 1040 | 1126 | 1194 | 1300 | 1435 | 1502 | 1498 | 1560 | 1575 | 1550 | 1482 | 1392 | 1290 | 1392 | 1084 | 1045 | 1002 | 921 | 824 | 808 | 750 | 648 | 653 | 652 | 674 | 629 | 653 |
| Para los censos de 1962 a 1999 la población legal corresponde a la población sin duplicidades (Fuente: INSEE [Consultar]) |      |      |      |      |      |      |      |      |      |      |      |      |      |      |      |      |     |     |     |     |     |     |     |     |     |     |

| 683 | 750 | 1009 | 984 | 1094 | 1309 | 1431 |
| Para los censos de 1962 a 1999 la población legal corresponde a la población sin duplicidades (Fuente: INSEE [Consultar]) |     |      |     |      |      |      |